# Tijdnotatie

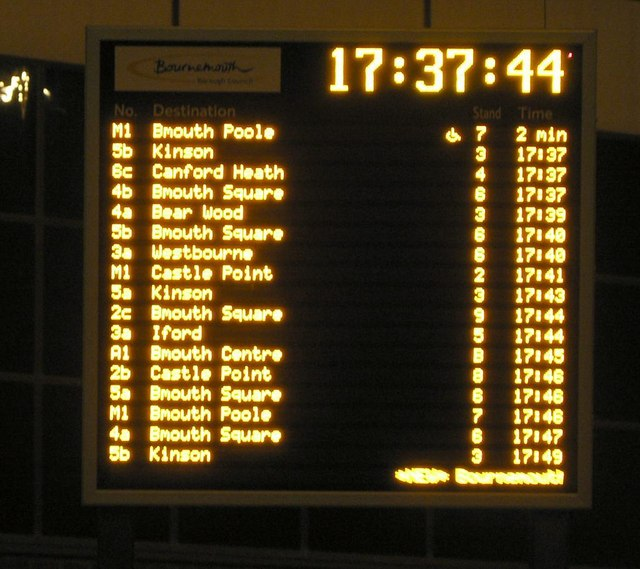
Actuele tijd en vertrektijden in ISO-notatie

Tijdnotatie is de wijze waarop een tijdstip of tijdsduur genoteerd wordt.

## Internationaal
De internationaal te gebruiken tijdnotatie is, samen met de internationale datumnotatie, vastgelegd in de ISO-norm 8601. Deze tijdnotatie is "hh:mm:ss", in het Nederlands ook wel "uu:mm:ss". De uren doorlopen hierbij het interval 00 tot en met 23; de minuten het interval 00 tot en met 59; de seconden 00 tot en met 59. 
Als onderscheid gemaakt moet worden tussen het moment van middernacht op de huidige dag en de dag van morgen, is de notatie 24:00:00 toegestaan. Woensdag 00:00:00 is dan hetzelfde tijdstip als dinsdag 24:00:00. Bij correcties van de kloktijd met één seconde (de schrikkelseconde) maakt men weleens gebruik van de notatie 23:59:60, of bijvoorbeeld 14:59:60, want een schrikkelseconde kan, afhankelijk van de tijdzone,  ook overdag optreden.
Officieel begint een nieuwe dag om 00:00:00, maar in het spraakgebruik rekent men in situaties waarin mensen pas na middernacht gaan slapen vaak de tijd vóór het slapen gaan tot de oude dag. Na middernacht, maar voor het slapen gaan, gebruikt men dan dus woorden als "vandaag" en "morgen" alsof het nog geen middernacht geweest is. Ook dienstregelingen en overzichten van tv-programma's e.d. rangschikken sommige uren na middernacht vaak bij de vorige dag, vooral als er daarna een onderbreking is voor de nacht. Reisplanners gebruiken de officiële datum.

## 12‑uursnotatie

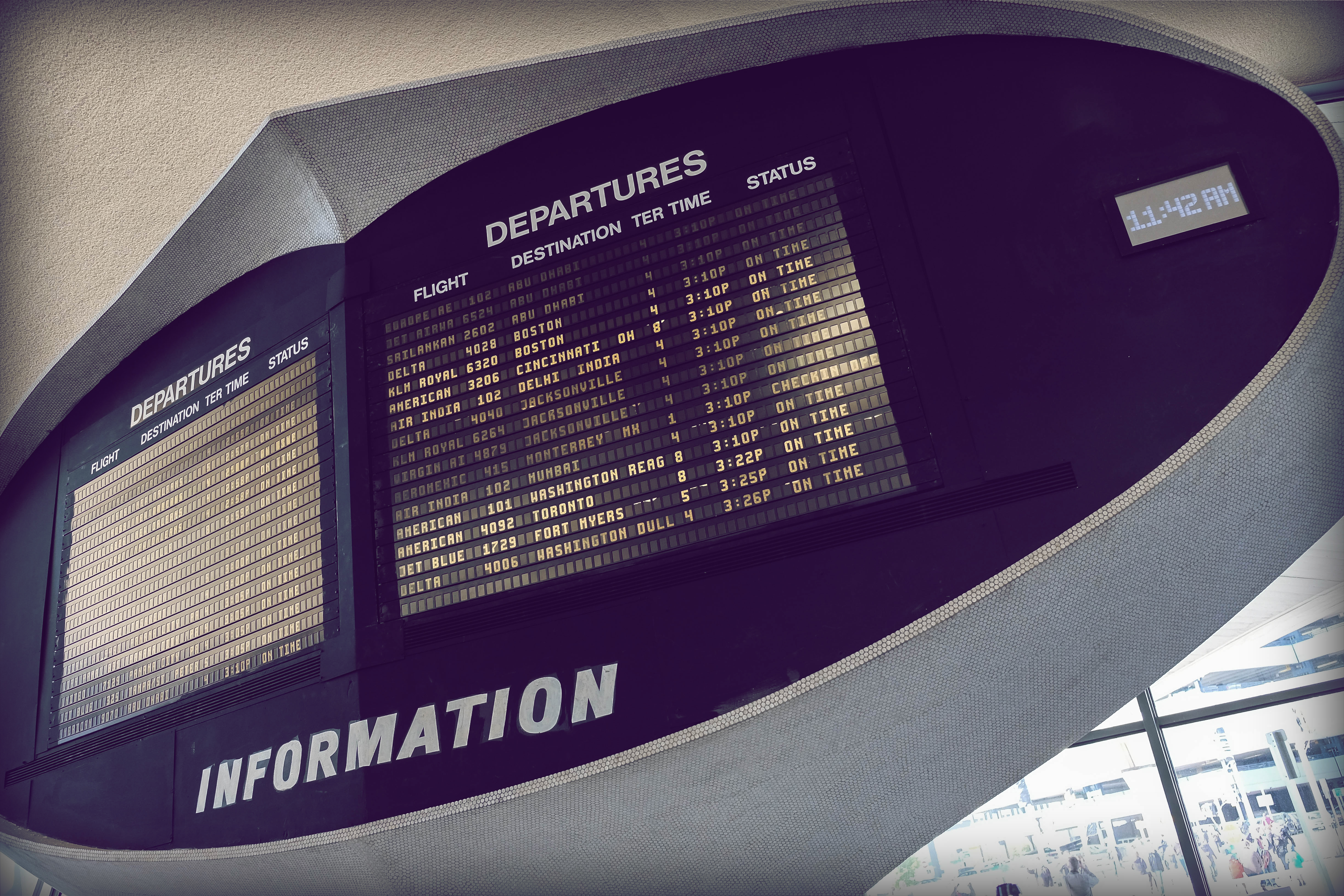
Actuele tijd en vertrektijden in 12‑uursnotatie

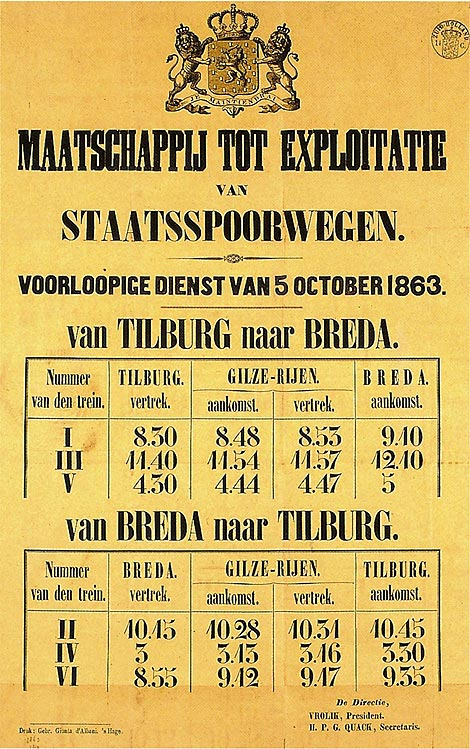
Dienstregeling tussen Tilburg en Breda van 1863 met het 12-uurssysteem. Er worden geen aanduidingen voor voormiddag en namiddag gebruikt, dit onderscheid volgt uit de volgorde van de regels

In de  "12‑uursnotatie" of "12-urige tijdsaanduiding" wordt een dag in twee keer 12 uur verdeeld. Het is dan ook nodig aan te geven welk dagdeel men bedoelt, bijvoorbeeld met de afkorting “v.m.” (voormiddag) en “n.m.” (namiddag). Een ander verschil is dat men niet 0 uur zegt maar 12 uur. Na dinsdag 11:59 n.m. komt woensdag 12:00 v.m. en een uur later is het woensdag 1:00 v.m. 
Het terugspringen van 12 uur naar 1 uur volgt dus pas een uur na het verspringen tussen “v.m.” en “n.m.”.
De 12‑uursnotatie treft men nog weleens aan in oude dienstregelingen, maar komt thans eigenlijk alleen nog voor in Engelstalige landen, waarbij de Latijnse afkortingen “a.m.” (ante meridiem, voor de middag) en “p.m.” (post meridiem, na de middag) worden gebruikt, met of zonder punten, met kleine letters of hoofdletters. Ook wordt weleens volstaan met alleen “A” of “P”, bijvoorbeeld om ruimte te besparen wanneer deze beperkt is.
| 12‑uursnotatie uitgezet tegenover 24‑uursnotatie | 12‑uursnotatie uitgezet tegenover 24‑uursnotatie | 12‑uursnotatie uitgezet tegenover 24‑uursnotatie | 12‑uursnotatie uitgezet tegenover 24‑uursnotatie | 12‑uursnotatie uitgezet tegenover 24‑uursnotatie |
| ------------------------------------------------ | ------------------------------------------------ | ------------------------------------------------ | ------------------------------------------------ | ------------------------------------------------ |
| 12‑uursnotatie                                   | 24‑uursnotatie                                   |                                                  | 12‑uursnotatie                                   | 24‑uursnotatie                                   |
| 12:00 a.m.                                       | 00:00                                            | 12:00 p.m.                                       | 12:00                                            |                                                  |
| 1:00 a.m.                                        | 01:00                                            | 1:00 p.m.                                        | 13:00                                            |                                                  |
| 2:00 a.m.                                        | 02:00                                            | 2:00 p.m.                                        | 14:00                                            |                                                  |
| 3:00 a.m.                                        | 03:00                                            | 3:00 p.m.                                        | 15:00                                            |                                                  |
| 4:00 a.m.                                        | 04:00                                            | 4:00 p.m.                                        | 16:00                                            |                                                  |
| 5:00 a.m.                                        | 05:00                                            | 5:00 p.m.                                        | 17:00                                            |                                                  |
| 6:00 a.m.                                        | 06:00                                            | 6:00 p.m.                                        | 18:00                                            |                                                  |
| 7:00 a.m.                                        | 07:00                                            | 7:00 p.m.                                        | 19:00                                            |                                                  |
| 8:00 a.m.                                        | 08:00                                            | 8:00 p.m.                                        | 20:00                                            |                                                  |
| 9:00 a.m.                                        | 09:00                                            | 9:00 p.m.                                        | 21:00                                            |                                                  |
| 10:00 a.m.                                       | 10:00                                            | 10:00 p.m.                                       | 22:00                                            |                                                  |
| 11:00 a.m.                                       | 11:00                                            | 11:00 p.m.                                       | 23:00                                            |                                                  |

De keuze om 12:00 a.m. middernacht te laten betekenen en 12:00 p.m. noen zorgt ervoor dat voor een gegeven uur v.m. of n.m., de numerieke volgorde van de minuten correspondeert met de chronologische, en dat deze minuten ook aaneensluitend zijn.
In het Nederlands worden de afkortingen en termen v.m./voormiddag en n.m./namiddag niet veel gebruikt omdat de stijl past bij formeel taalgebruik, terwijl in formele situaties vrijwel altijd de 24‑uursnotatie wordt gebruikt. Gebruikelijker in spreektaal is bijvoorbeeld "6 uur 's ochtends", om eenduidigheid te bewerkstelligen.

## Tijden in het taalgebruik
In het Nederlands is het 24‑uurssysteem gangbaar voor exacte tijdsaanduidingen, maar als het minder exact hoeft, worden vaak tijden uit het 12‑uurssysteem gebruikt. Deze worden niet altijd in cijfers weergegeven, maar ook wel in letters, bijvoorbeeld ‘rond vier uur’.
Bij mondelinge communicatie over tijden (bijvoorbeeld om een afspraak te maken), leest men vaak de 24‑uurstijden niet letterlijk op, maar zet deze om in een 12‑uurstijd. De omgekeerde vertaling gebeurt bij het noteren van de gemaakte afspraak. Men zegt bijvoorbeeld “3 uur” en schrijft “15.00”.
Ter onderscheiding van de twee mogelijkheden in het etmaal kan men ’s nachts, ’s morgens, ’s middags of ’s avonds erbij zeggen. De grens tussen ’s morgens en ’s middags is 12 uur, en tussen ’s middags“ en ’s avonds ongeveer 6 uur. De andere twee grenzen variëren, maar in het algemeen niet in die mate dat onduidelijk is welk van de twee mogelijkheden bedoeld wordt. De eerste uren na middernacht worden vaak informeel beschouwd als behorend bij de eerdere dag. Om duidelijk aan te geven om welke nacht het gaat zegt men “in de nacht van ... op ...”.
In Vlaanderen gebruikt men naast deze termen ook nog ’s voormiddags en ’s namiddags. Hoewel in deze gevallen de grenzen ook vaag zijn, wordt met ’s voormiddags ongeveer tussen 9 uur en 12 uur bedoeld en met 
’s namiddags tussen 12 uur en 18 uur.
In landen als België en Duitsland is de 24‑uursnotatie ook in het spraakgebruik normaal.
Voor het uitdrukken van tijden in taal bestaan in het Nederlands enkele uitdrukkingen die net afwijken van hoe men het in andere talen doet. Voor tijden tussen 3 en 4 uur (of tussen 15 en 16 uur) zegt men bijvoorbeeld (met steeds {\displaystyle n} van 1 t/m 14 voor het aantal minuten):
- 3 uur
- {\displaystyle n} (minuten) over 3
- kwart over 3
- {\displaystyle n} (minuten) voor half 4
- half 4
- {\displaystyle n} (minuten) over half 4
- kwart voor 4
- {\displaystyle n} (minuten) voor 4

met de 3 en 4 als voorbeeld voor opeenvolgende elementen in de cyclus 1 tot en met 12, en meestal met weglating van het woord ‘minuten’.
Uitdrukkingen als ‘tien over half vier’ worden soms ingekort tot ‘tien over half’ als duidelijk is om welk uur het gaat. Merk op dat men tot hooguit 15 à 20 minuten na het hele uur nog naar dat uur blijft verwijzen en daarna al het ‘volgende’ uur. Het tijdstip 3.20 is een grensgeval, evenals 3.40; meestal wordt dit in het Nederlands gerelateerd aan het halve uur (tien voor of over half), maar ook ‘twintig over drie’ respectievelijk ‘twintig voor vier’ komen wel voor.
In sommige andere talen verspringt de verwijzing op het halve uur. Zo heet 3.25 in het Duits ‘fünfundzwanzig nach drei’ (25 over 3). In veel andere talen zoals het Engels en het Frans zegt men voor 3.30 iets als ‘half na 3’ (Engels: half past three) of ‘drie uur en een half’ (Frans: troix heures et demie), anders dan het Nederlands en Duits nog verwijzend naar het voorgaande uur.

## Decimale tijdnotatie

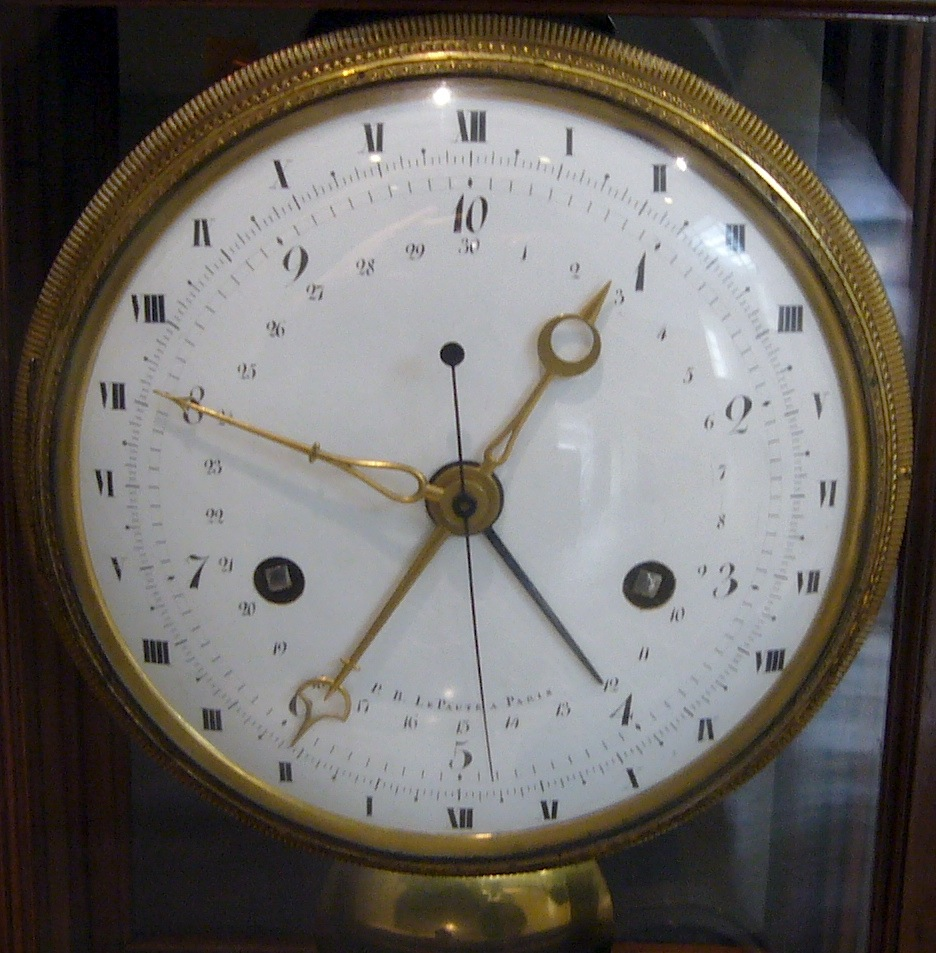
Een klok met decimale tijdsaanduiding

Tijdens de Franse Revolutie hanteerde men gedurende een korte tijd een decimale dagindeling. Een dag werd verdeeld in 10 uren van elk 100 minuten. Een dag bestond zodoende uit 1000 minuten, in plaats van de 1440 minuten waaruit een dag van 24×60 minuten bestaat. Enigszins merkwaardig is dat men de woorden heure en minute handhaafde, met een andere betekenis, terwijl de in dezelfde tijd ingevoerde metricatie decijour en millijour zou voorschrijven. Momenten op de dag werden daarbij op de gebruikelijke wijze decimaal aangeduid, bijvoorbeeld "3,50 uur" (dit tijdstip komt overeen met "8.24 uur" in de 24‑uursnotatie).
Natuurlijk kan men ook met de huidige tijdsindeling een decimale notatie gebruiken. Een notatie als "3,50 uur" duidt dan echter op de lengte van een tijdsinterval (31⁄2 uur, zijnde 210 minuten) en niet op een tijdstip (half vier).

## Taalspecifieke notaties

### Nederlands
Bij tijdnotatie in Nederlandstalige teksten geeft men de voorkeur aan de notatiewijze "u.mm:ss uur"; het scheidingsteken om de uren aan te geven is de punt. Het is daarbij toegestaan om "uur" af te korten tot "u." (inclusief punt). De uren lopen daarbij van 0 tot en met 23. Gebruik van een voorloopnul is optioneel. Zowel de seconden als de seconden en minuten samen mogen worden weggelaten (weglaten van de minst significante delen). Zo mag bijvoorbeeld vijf uur 's middags worden geschreven als "17.00 uur", maar ook als "17 u."
Wanneer de meest significante delen worden weggelaten (zoals bij het beschrijven van een tijdsbestek), verandert de aanduiding "uur" navenant mee naar "min." of "sec." Zo gebruikt men "20:15 min." om een duur van 20 minuten en 15 seconden te noteren. Eventuele notatie van fracties van seconden schrijft men decimaal achter de seconden, dus gescheiden door een komma. Bijvoorbeeld "0,75 sec." om driekwart seconde weer te geven of "11:05,75 min." om (een duur van) 11 minuten, 5 seconden en 75 honderdste seconde aan te geven.
Hoewel het niet de voorkeur heeft, is de wetenschappelijke of internationale (ISO) notatie met de dubbele punt als uur-aanduiding ook toegestaan in Nederlandstalige teksten, dus "17:15" mag ook. Het is wel zaak om consequente notatie na te streven binnen de gehele context. Bij de scheiding van eventueel vermelde honderdsten van seconden in deze notatie blijft de komma als decimaal scheidingsteken in het Nederlands echter wel gehandhaafd, bijvoorbeeld: "17:15:05,66 uur" als zeer nauwkeurig aangegeven tijdstip.

### Duits
In het Duits wordt een tijdstip volgens DIN 5008 genoteerd als "uu:mm Uhr". De uren lopen daarbij van 00 tot en met 23, altijd in twee posities (waar nodig met een voorloopnul). De Duden – de officiële spellinggids voor de Duitse taal – staat ook een notatie met een punt ("uu.mm Uhr") of met superscript ("uumm Uhr") toe. Bij aangave van een tijdsduur wordt niet Uhr maar Stunde(n) gebruikt. Stunde(n) mag afgekort worden tot "h".
Ook in een datumnotatie wordt van punten gebruikgemaakt; 1 april 2016 kan als 1. April 2016, 01.04.2016 of als 01.04.16 geschreven worden. De laatste vorm zou ook een tijdstip kunnen aanduiden. Het gebruik van alléén de punt in tijdnotaties, zonder "Uhr", is daarom ongewenst.

### Frans
In het Frans hanteert men een 24-urige tijdsaanduiding in de voorkeursnotatie "u h m", waarbij de minuten op de hele uren worden weggelaten en waarbij voor noch de uren, noch de minuten een voorloopnul wordt gehanteerd. De letter 'h' van heure(s) wordt gebruikt ter uuraanduiding en staat, verplicht voorafgegaan door een spatie, achter de uren. Eventuele vermelde minuten achter de 'h' worden eveneens voorafgegaan door een verplichte spatie.
Enkele voorbeelden: "17 h 15" (kwart over vijf 's middags), "9 h 5" (vijf over negen 's morgens), "23 h" (elf uur 's avonds).
| Juist   | Onjuist                    |
| ------- | -------------------------- |
| 17 h 15 | 17h15, 17h 15              |
| 9 h 5   | 9h5, 9h05, 9 h 05, 09 h 05 |
| 23 h    | 23h, 23h00, 23 h 00        |
| 0 h     | 0h, 0h00, 0 h 00, 00 h 00  |

Wanneer een tijdsduur weergegeven dient te worden, specificeert men de minuten en eventueel seconden als "u h m min s s". Wederom zijn de scheidende spaties verplicht en net als bij de uuraanduiding wordt bij de minuten- en secondenafkorting géén punt gebruikt. De minutenaanduiding wordt afgekort tot "min" en niet tot "m". Voorbeelden: "3 h 50 min 30 s" (3 uur, 50 minuten en 30 seconden), "1 h 30 min" (anderhalf uur).
De ISO-notatie is in het Frans ook geoorloofd.